# Château de Philipshof
Le château de Philipshof (Schloß Philipshof) est un petit château de l'arrondissement de Prignitz dans le Brandebourg, situé dans la ville de Putlitz.

## Histoire
Le domaine est mentionné comme bien de la famille des chevaliers Gans von Putlitz. Le château est reconstruit en 1895 dans un style éclectique, mêlant des éléments Renaissance nordique et des éléments romantiques. Il reste dans les mains de la famille Gans von Pulitz, jusqu'à l'expulsion de celle-ci à la fin de la Seconde Guerre mondiale.
Le château et ses terres sont nationalisés et les autorités locales de la république démocratique allemande décident d'y installer une école en 1949. La demeure est restaurée en 1955. Elle sert de bâtiment scolaire pour une école élémentaire jusqu'à l'été 2005.
Le château est donc vide depuis lors, et nécessite des travaux de rénovation.